# Osijek-Baranjas län
Osijek-Baranjas län (kroatiska: Osječko-baranjska županija) är ett av Kroatiens 21 län. Dess huvudort är Osijek. Länet har 330 506 invånare (år 2001) och en yta på 4 155 km². 

## Administrativ indelning
Osijek-Baranjas län är indelat i 7 städer och 35 kommuner.
- Städer:
  - Osijek
  - Beli Manastir
  - Belišće
  - Donji Miholjac
  - Đakovo
  - Našice
  - Valpovo

- Kommuner:
  - Antunovac
  - Bilje
  - Bizovac
  - Čeminac
  - Čepin
  - Darda
  - Donja Motičina
  - Draž
  - Drenje
  - Đurđenovac
  - Erdut
  - Ernestinovo
  - Feričanci
  - Gorjani
  - Jagodnjak
  - Kneževi Vinogradi
  - Koška
  - Levanjska Varoš
  - Magadenovac
  - Marijanci
  - Petlovac
  - Petrijevci
  - Podravska Moslavina
  - Podgorač
  - Popovac
  - Punitovci
  - Satnica Đakovačka
  - Semeljci
  - Strizivojna
  - Šodolovci
  - Trnava
  - Viljevo
  - Viškovci
  - Vladislavci
  - Vuka